# Ramseier
 (mai 2021).
Ramseier Suisse AG est un fabricant de boissons implanté à Sursee, dans le canton de Lucerne, en Suisse. En 2008, l’entreprise a réalisé un chiffre d’affaires de 200 millions de francs suisses.

## Histoire
Les premiers fruits (pommes et poires) ont été pressés en 1910. Pour 1 litre de jus de pomme, la société utilise 1.3 kg de fruits dont 90 % de pommes et 10 % de poires pour améliorer le goût. La compagnie s'est développée dans toute la Suisse sous le nom de Pomdor. En 1999, elle rachète les eaux minérales Elmer fondées en 1925 par Oskar Schärli. En 2005, sa fusion avec Granador donne l'entité Unidrink puis Ramseier trois ans plus tard. En 2002, elle rachète les droits suisses de la marque Sinalco au groupe Feldschlösschen.  

## Marques
- Ramseier (jus de pommes et de fruits)
- Sinalco
- Elmer Citro
- Elmer Mineral
- Ice Tea
- Bière rouge Denner
- Römer Bier